# Campodorus clypeatus
Campodorus clypeatus là một loài tò vò trong họ Ichneumonidae.